# Gérard Van der Linden
Pour les articles homonymes, voir Vanderlinden.
Gérard Van der Linden, né à Anvers le 8 février 1830 et mort à Louvain le 6 juin 1911, est un sculpteur belge.

## Biographie

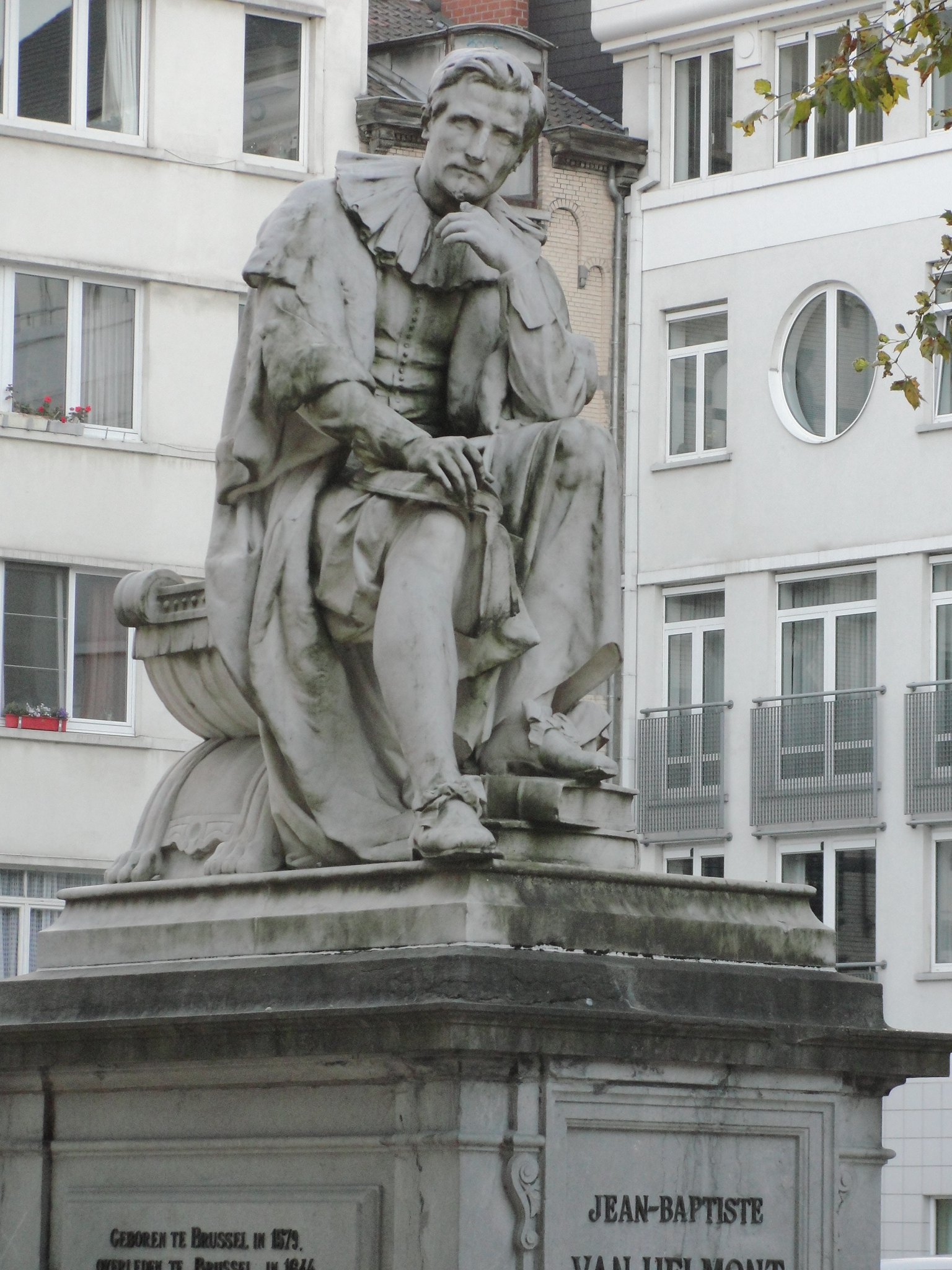
Statue de Jean-Baptiste Van Helmont

Gérard Van der Linden se forme à l'Académie royale des Beaux-Arts d'Anvers et remporte également le Prix de Rome belge de sculpture en 1856 avec un bas-relief sur le thème Adraste supplie Crésus de l'immoler devant le cadavre de son fils. Avant de pouvoir partir en voyage, il doit passer un examen théorique, qui teste ses connaissances de la langue française, de l'histoire, de la littérature et de l'anthropologie. Dans une lettre à l'académie, il demande une prolongation d'un an pour étudier. Étant né de « parents pauvres », il juge ses connaissances générales insuffisantes. 
Après avoir réussi l'examen, il voyage en Italie via Paris, où il reste un an. Dans une lettre à l'Académie d'Anvers, Van der Linden déclare qu'il est difficile de trouver un atelier dans son lieu de résidence et se plaint du coût de la vie. Il y étudie dans l'atelier de François Jouffroy et suit les cours de l'École des Beaux-Arts. En février 1859, il envoie de Rome sa première œuvre d'art : Jean-Baptiste prêchant dans le désert. En 1861, il séjourne à Florence et envoie de là un Calista hésitant entre le christianisme et le paganisme. Le rapport des professeurs anversois fait l'éloge de cette œuvre d'art, car elle témoigne d'une « nouvelle conception empreinte d'une vie affective de haute qualité et exprimée dans la grandeur ».
À son retour en Belgique, il devient professeur de sculpture, d'abord à l'académie d'Anvers (1863) puis à l'académie de Louvain (à partir de 1865). De 1887 à 1907, il est également directeur de l'Académie de Louvain.
En 1863, il présente son plâtre Calista, hésitant entre le christianisme et le paganisme au Salon de Bruxelles. Le catalogue mentionne alors son adresse : rue Houblonnière, 27, à Anvers.
Au Salon suivant, en 1866 – il vivait déjà à Louvain à cette époque –, il expose les sculptures en plâtre suivantes :
- La ville de Liège, maquette de la sculpture destinée à la gare de Liège
- La Vierge et l'Enfant Jésus
- La Lutte (groupe)
- Saint Jean, l'une des trois statues du Calvaire exécutées en pierre française pour la façade latérale de l'église Saint-Jacques à Anvers.

En 1867, il épouse Louise De Vigne, sœur du sculpteur gantois Paul De Vigne. De cette union naîtra l'Historien Herman Vander Linden à Louvain en 1868 ainsi que Claire Marie Vander Linden, née à Louvain en 1870 qui y épouse en 1902 l'architecte louvaniste Alphonse Stevens. 
Au Salon de Gand de 1886, il expose une sculpture en marbre : L'enfant boudeur. Selon le catalogue, il habitait au 124 Tiensestraat à Louvain.
Gérard Van der Linden meurt à Louvain à l'âge de 81 ans.

## Œuvre (sélection)
- Callista hésitant entre christianisme et paganisme, bronze, Louvain
- Statue de Jan-Baptiste van Helmont, 1889, Place du Nouveau Marché aux Grains (nl), Bruxelles
- Monument à la Dynastie, Laeken (statue représentant la province de Flandre-Orientale)
- Buste de Raphaël, façade Musée Royal des Beaux-Arts d'Anvers